# Marcelino García Alonso
Marcelino García Alonso (Muros del Nalón, 27 de junio de 1971) fue un ciclista español, profesional entre 1994 y 2003, cuyos mayores éxitos deportivos los logró en la Vuelta a Andalucía, prueba en la que obtuvo el triunfo absoluto en la edición de 1998, y en el Critérium Internacional que lograría en 1997.

## Palmarés
| 1996 - 3º en la Bicicleta Vasca, más 1 etapa - 3º en la Vuelta a Asturias - 3º en el Gran Premio Guillermo Tell 1997 - Critérium Internacional, más 1 etapa | 1998 - Vuelta a Andalucía, más 1 etapa - 3º en la París-Niza 2001 - 1 etapa en el Drei-Länder-Tour |

## Equipos
- ONCE (1994-2000)
- Team CSC (2001-2002)
- Labarca 2-Cafés Baque (2003)